# Anna Magnani

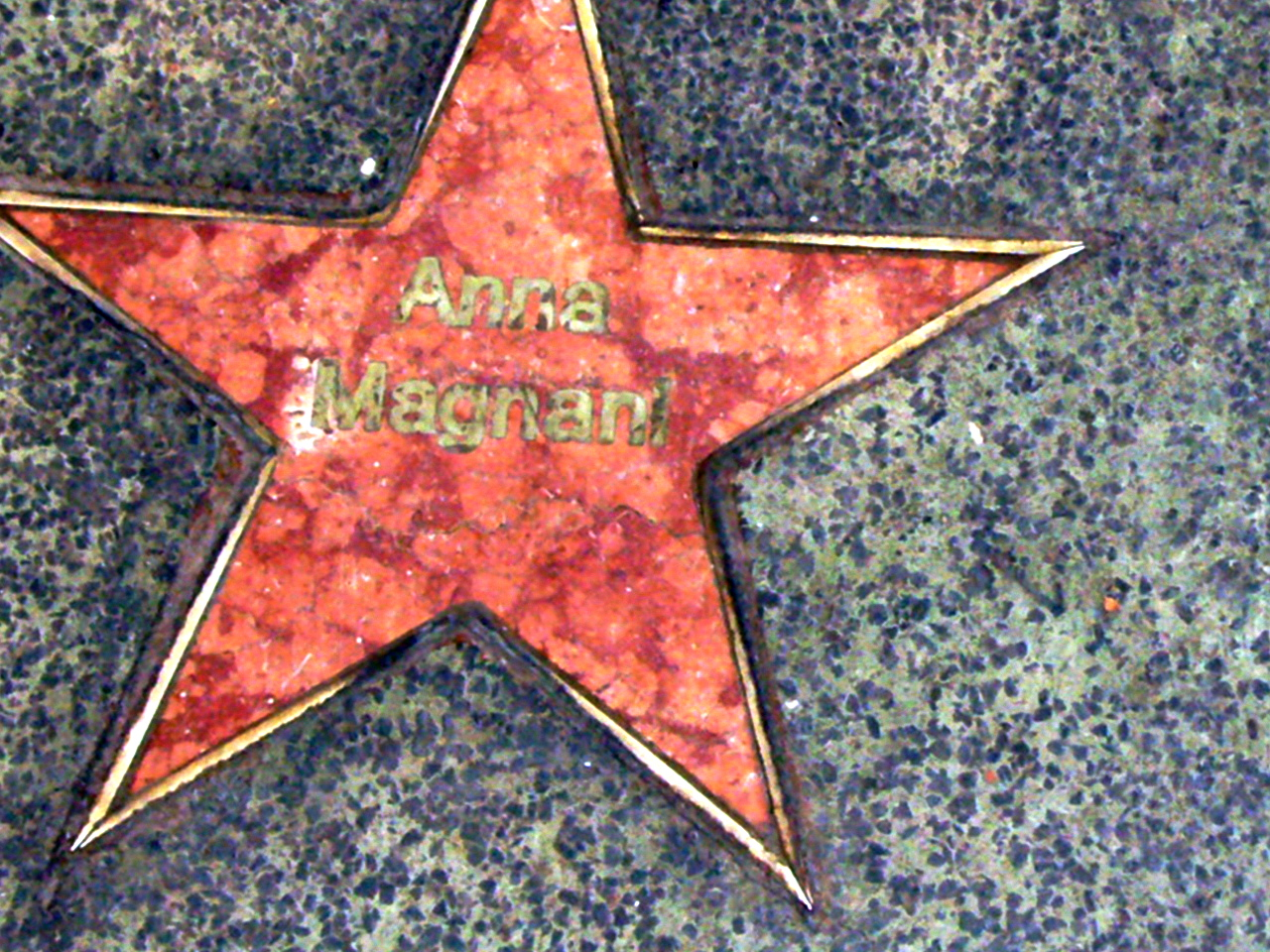
Gwiazda upamiętniająca aktorkę, znajdująca się w Rzymie.

Anna Maria Magnani (ur. 7 marca 1908 w Rzymie, zm. 26 września 1973 tamże) – włoska aktorka filmowa, teatralna i telewizyjna. Laureatka Oscara dla najlepszej aktorki pierwszoplanowej za rolę w filmie Tatuowana róża (1955).

## Życiorys
Anna Magnani urodziła się w 1908 w Rzymie. Porzucona przez matkę dorastała u ubogiej babki. Mimo biedy zawsze myślała o zostaniu aktorką, próbowała swych sił na początku w kabaretach i śpiewając na ulicach. W końcu podjęła naukę w rzymskiej Akademii Sztuki Dramatycznej.
Jej debiut filmowy nastąpił w 1934 w dramacie La Cieca di Sorrento. Nie spowodował on jednak wielu ciekawych propozycji filmowych, przełom nastąpił gdy w 1941 Vittorio De Sica obsadził ją w filmie Teresa Venerdi. Do historii kina Magnani weszła rolą w sztandarowym dziele włoskiego neorealizmu - Rzym, miasto otwarte Roberta Rosseliniego (1945).
W połowie lat pięćdziesiątych wyruszyła na podbój Hollywood, gdzie zagrała w dwóch znaczących obrazach: Tatuowanej róży i Dziki jest wiatr. Za rolę Serafiny Delle Rose w Tatuowanej róży otrzymała Oscara.
Po podbiciu Ameryki powróciła do Europy, gdzie dalej grała postacie silnych, prostych kobiet, których wiarygodność na ekranie, najlepiej ukazywała talent aktorki.
Prywatnie była od 1935 roku żoną reżysera Goffredo Alessandriniego, jednak małżeństwo szybko się rozpadło i po długim okresie separacji nastąpił w 1950 rozwód. Ze związku z aktorem Massimo Serrato urodziła w 1942 syna, który później zachorował na polio.
Anna Magnani zmarła 26 września 1973 roku na raka trzustki.

## Filmografia
Filmy fabularne
- 1928: Scampolo
- 1934: La Cieca di Sorrento jako Anna, la sua amante
- 1934: Tempo massimo jako Emilia
- 1935: Quei due
- 1936: Trenta secondi d'amore
- 1936: Kawaleria (Cavalleria) jako Fanny
- 1938: La Principessa Tarakanova jako Pokojówka
- 1939: Una Lampada alla finestra jako Ivana, l'amante di Max
- 1941: Teresa Venerdì jako Maddalena Tentini / Loretta Prima
- 1942: La Fortuna viene dal cielo jako Zizì
- 1942: Finalmente soli jako Ninetta alias "Lulù"
- 1943: La Vita è bella jako Virgini
- 1943: T'amerò sempre
- 1943: Ostatnia dorożka (L' Ultima carrozzella) jako Mary Dunchetti, la canzonettista
- 1943: Campo de' fiori jako Elide
- 1943: Gli Assi della risata
- 1943: L' Avventura di Annabella jako La mondana
- 1944: Il Fiore sotto gli occhi jako Maria Comasco, l'attrice
- 1945: Precz z biedą! (Abbasso la miseria!) jako Nannina
- 1945: Quartetto pazzo jako Elena
- 1945: Rzym, miasto otwarte (Roma, città aperta) jako Pina
- 1946: Precz z bogaczami (Abbasso la ricchezza!) jako Gioconda Perfetti
- 1946: Un Uomo ritorna jako Adele Vicarelli
- 1946: Lo Sconosciuto di San Marino jako Prostytutka Liana
- 1946: Avanti a lui tremava tutta Roma jako Ada
- 1946: Bandyta (Il Bandito) jako Lidia
- 1947: Posłanka Angelina (L' Onorevole Angelina) jako Angelina
- 1947: Assunta Spina jako Assunta Spina
- 1948: Człowiek bez jutra (Molti sogni per le strade) jako Linda
- 1948: Miłość (L' Amore) jako Kobieta
- 1950: Wulkan (Vulcano) jako Maddalena Natoli
- 1951: Najpiękniejsza (Bellissima) jako Magdalena Cecconi
- 1952: Mamma Roma jako Mamma Roma
- 1952: Czerwone koszule  (Camicie rosse) jako Anita Garibaldi
- 1953: Złota karoca (Le Carrosse d'or) jako Camilla
- 1955: Carosello del varietà
- 1955: Tatuowana róża (The Rose Tattoo) jako Serafina Delle Rose
- 1957: Siostra Letycja (Suor Letizia) jako Siostra Letycja
- 1957: Dziki jest wiatr (Wild Is the Wind) jako Gioia
- 1959: Piekło w mieście (Nella città l'inferno) jako Egle
- 1959: Jak ptaki bez gniazd (The Fugitive Kind) jako Pani Torrance
- 1960: Pechowy Sylwester (Risate di gioia) jako Gioia
- 1962: Mamma Roma jako Mamma Roma
- 1963: Szkatuła pani Józefy (Le Magot de Josefa) jako Józefa
- 1965: Made in Italy jako Adelina
- 1969: 1943: un incontro jako Jolanda
- 1969: Tajemnica Santa Vittoria (The Secret of Santa Vittoria) jako Rosa Bombolini
- 1970: La Sciantosa jako Flora Torres
- 1971: Correva l'anno di grazia 1870
- 1972: L' Automobile
- 1972 Rzym gra samą siebie w swojej ostatniej roli filmowej

Scenarzystka
- 1947: Posłanka Angelina (L' Onorevole Angelina)
- 1952: Czerwone koszule (Camicie rosse)

## Nagrody
- Nagroda Akademii Filmowej Najlepsza aktorka pierwszoplanowa: 1956 Tatuowana róża
- Złoty Glob Najlepsza aktorka w filmie dramatycznym: 1956 Tatuowana róża
- Nagroda BAFTA Najlepsza aktorka zagraniczna: 1957 Tatuowana róża
- Nagroda na MFF w Berlinie Najlepsza aktorka: 1958 Dziki jest wiatr
- Nagroda na MFF w Wenecji Najlepsza aktorka: 1947 Posłanka Angelina